# Piet Badenhorst
Pour les articles homonymes, voir Badenhorst.
Petrus Johannes (Piet) Badenhorst (né le 3 juin 1930 à Maitland et mort en décembre 2012 à Somerset West en Afrique du Sud) est un homme politique sud-africain, membre du parti national et membre de la chambre de l'assemblée du parlement pour la circonscription de Oudtshoorn (1972-1989). Il est également membre du gouvernement PW Botha d'abord sur des fonctions de ministres-adjoints avant de devenir en 1988 ministre de la santé et des affaires sociales pour la chambre de l'assemblée. Il termine sa carrière publique en tant que président de la Fédération des associations culturelles afrikaans (FAK) 

## Biographie
Diplômé de l'université d'Afrique du Sud, théologien et ministre de l'église réformée hollandaise à Wolseley, Sydenham et Calitzdorp, P.J. Badenhorst est élu député de Oudtshoorn en 1972. Il entre au gouvernement d'Afrique du Sud en 1980 en tant que ministre-adjoint de l'Intérieur puis devient en 1984 ministre-adjoint au développement constitutionnel et à la planification. En 1988, il est promu ministre des affaires sociales et de la santé de la chambre de l'assemblée (élu par les blancs d'Afrique du Sud). 
Il quitte la vie politique en 1989 et se consacre à la fédération des associations culturelles de langue afrikaans.

## Vie privée
De son premier mariage sont nés cinq enfants. Veuf, il s'est remarié en 1982 avec Maretha van Heerden. 

## Hommages
Une rue est une école portent son nom à Dysselsdorp près de Oudtshoorn.

## Sources
- (af) Biographie, Die Burger, 23 avril 1987
- (af) Remaniement ministériel de 1988, Die Burger, 11 mars 1988
- (af) Nécrologie, Volksblad, 15 février 2012